# Marianne Bertrand
Marianne Bertrand (1970) es un economista belga que actualmente es profesora de economía en la escuela de negocios de la Universidad de Chicago.
Bertrand es reconocida por su investigación en economía laboral y en 2004 recibió el Premio de Investigación Elaine Bennett.

## Biografía
Marianne Bertrand obtuvo la Licenciatura en Economía en 1991 y una Maestría en Econometría en la Universidad Libre de Bruselas en 1992. Después completó un Doctorado en Economía ,en la Universidad de Harvard en 1998. 
Al terminar el Doctorado se unió a la facultad de la Universidad de Princeton. Actualmente es profesora de economía en la escuela de negocios de la Universidad de Chicago.

## Investigación
Los intereses de investigación de Marianne Bertrand incluyen economía laboral, gobierno corporativo y economía del desarrollo. En la mayoría de sus investigaciones utiliza experimentos económicos.
En economía laboral, ha trabajado en temas de discriminación de género y racial.

## Publicaciones seleccionadas
- Bertrand, Marianne; Mullainathan, Sendhil (May 2000). «Agents with and without principals». American Economic Review 90 (2): 203-208. doi:10.1257/aer.90.2.203.
- Bertrand, Marianne; Mullainathan, Sendhil (2001). «Are CEOs rewarded for luck? The ones without principals are». The Quarterly Journal of Economics 116 (3): 901-932. doi:10.1162/00335530152466269.
- Bertrand, Marianne; Duflo, Esther; Mullainathan, Sendhil (2004). «How Much Should We Trust Differences-In-Differences Estimates?». Quarterly Journal of Economics 119 (1): 249-275. doi:10.1162/003355304772839588.
- Bertrand, Marianne; Mullainathan, Sendhil (September 2004). «Are Emily and Greg more employable than Lakisha and Jamal? A field experiment on labor market discrimination». American Economic Review 94 (4): 991-1013. doi:10.1257/0002828042002561.
- Bertrand, Marianne; Johnson, Simon; Samphantharak, Krislert; Schoar, Antoinette (21 de marzo de 2005). «Mixing family with business: a study of Thai business groups and the families behind them». Social Science Research Network. doi:10.2139/ssrn.687299.
- Bertrand, Marianne; Mullainathan, Sendhil; Djankov, Simeon; Hanna, Rema (2007). «Obtaining a driver's license in India: an experimental approach to studying corruption». The Quarterly Journal of Economics 122 (4): 1639-1676. doi:10.1162/qjec.2007.122.4.1639.
- Bertrand, Marianne; Mullainathan, Sendhil; Shafir, Eldar; Karlan, Dean; Zinman, Jonathan (2010). «What's advertising content worth? Evidence from a consumer credit marketing field experiment». The Quarterly Journal of Economics 125 (1): 263-306. doi:10.1162/qjec.2010.125.1.263.
- Bertrand, Marianne; Morse, Adair (December 2011). «Information disclosure, cognitive biases, and payday borrowing». The Journal of Finance 66 (6): 1865-1893. doi:10.1111/j.1540-6261.2011.01698.x.